# Schottariella
Schottariella, monotipski rod trajnica iz porodice kozlačevki dio tribusa Schismatoglottideae, potporodica Aroideae. 
Jedina vrsta je S. mirifica, endem sa Bornea (Sarawak)

## Vanjske poveznice
|  | Zajednički poslužitelj ima još gradiva o temi Schottariella mirifica |
|  | Wikivrste imaju podatke o taksonu Schottariella                      |